# Rapporto Nord-Sud

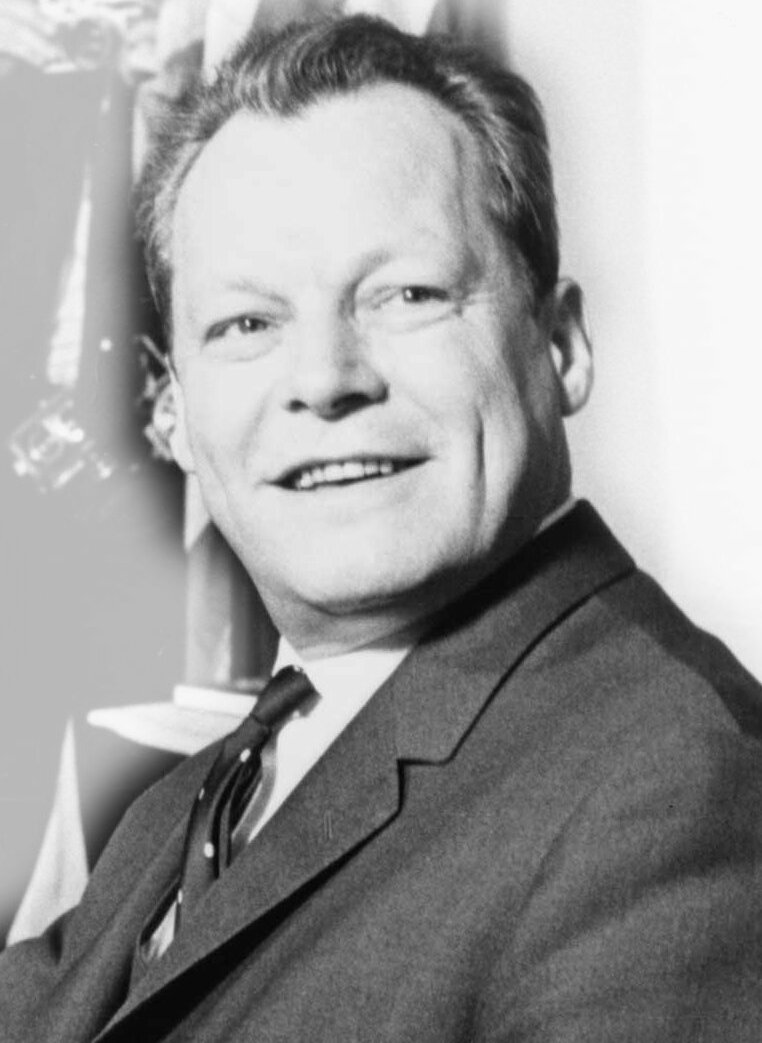
Willy Brandt, il creatore del Rapporto Nord-Sud

Il rapporto Nord-Sud è il rapporto prodotto nel 1980 da una commissione indipendente avviata dall'ex cancelliere socialdemocratico tedesco Willy Brandt, per studiare in profondità i problemi del sottosviluppo e della povertà nel mondo, richiesta della Banca Mondiale.
Il suo rapporto, intitolato "North-South: A Survival Program", ha ampiamente diffuso una profonda comprensione delle differenze radicali nello sviluppo tra i paesi del nord e del sud. Il rapporto è impreziosito da una mappa del mondo che evidenzia il confine nord-sud che delimita il ricco "nord" e il "sud" sottosviluppato che ha inciso la nozione nelle menti. Ha inoltre stabilito un consenso su misure concrete per ridurre le disparità economiche tra il nord e il sud. Tuttavia, le proposte presentate dai membri distinti e diversi della Commissione non sono mai state adottate dai governi a causa della Guerra fredda e della mancanza di volontà politica collettiva tra i leader mondiali.

## Mandato della Commissione Nord-Sud
Alla fine del 1976, quando era appena stato eletto capo dell'Internazionale socialista, Willy Brandt ricevette una lettera dal presidente della Banca Mondiale, Robert McNamara. molto preoccupato per l'interruzione dei negoziati tra i paesi industrializzati e in via di sviluppo che erano stati condotti dal 1975 nel quadro della Conferenza sulla cooperazione economica internazionale a Parigi (CCEI). McNamara voleva formare una commissione indipendente di alto livello per creare un dialogo Nord-Sud e proporre la presidenza a Willy Brandt. Dopo l'accettazione di quest'ultimo il 14 gennaio 1977, l'iniziativa incontrò una forte resistenza da parte del circolo del G77. Dopo tanto lavoro di persuasione con i partner internazionali, Willy Brandt è stato finalmente in grado di stabilire ufficialmente la nuova "commissione indipendente sui temi dello sviluppo internazionale", più comunemente chiamata "Comitato Nord-Sud" o "Commissione Brandt". Ha iniziato i suoi lavori il 9 dicembre 1977 al castello di Gymnich, vicino a Bonn.

## Membri della Commissione Brandt
I venti membri scelti da Willy Brandt provenivano da sette paesi industriali e da undici paesi in via di sviluppo, il "Sud" era quindi la maggioranza. In termini di orientamenti politici, la commissione era estremamente diversificata; tra i rappresentanti del "nord" vi erano un conservatore, l'ex primo ministro britannico Edward Heath, un banchiere, l'americano Peter G. Peterson, un socialdemocratico, lo svedese Olof Palme, un socialista francese, Edgard Pisani, un sindacalista, canadese Joe Morris, un reporter ed editor del Washington Post. Sul lato "Sud", è stata data dal cileno cristiano-democratico Eduardo Frei Montalva al presidente del parlamento algerino Layachi Yaker e al segretario generale del Commonwealth della Guyana Shridath Ramphal..

Questa diversità e le qualifiche dei membri della Commissione Brandt spiegano la sua natura esperta, multidisciplinare e umanitaria:
- Willy Brandt, ex cancelliere della Repubblica federale di Germania (1969-1974), vincitore del Nobel per la pace nel 1971, presidente della Commissione
- Abdlatif Yousef Al-Hamad (Kuwait), diplomatico e banchiere, direttore generale, Fondo del Kuwait per lo sviluppo economico arabo
- Rodrigo Montoya Botero (Colombia), ex ministro delle Finanze della Colombia (1974-1976), editore e direttore della rivista Estrategia Economica y Financiera
- Antoine Kipsa Dakoure (Alto Volta), ministro della pianificazione (1970-1976) e ministro coordinatore per il controllo della siccità nel Sahel (1973-1975)
- Eduardo Frei Montalva (Cile), ex presidente del Cile (1964-1970)
- Katharine Graham (USA), presidente del Washington Post Board of Directors, editore del Washington Post (1969-1979)
- Edward Heath (Regno Unito), ex primo ministro (1970-1974),
- Amir H. Jamal (Tanzania), ministro delle finanze, membro del governo dal 1962,
- Lakshmi Kant Jha (India), Governatore dello Stato di Jammu e Kashmir, ex governatore della Reserve Bank of India (1967-1970), ex ambasciatore negli Stati Uniti (1970-1973)
- Khatijah Ahmad (Malaysia), economista e banchiere, fondatore e amministratore delegato di KAF Discounts Ltd (società di credito e servizi finanziari) dal 1974,
- Adam Malik (Indonesia), Vicepresidente della Repubblica di Indonesia (1978-1983), Presidente dell'Assemblea nazionale indonesiana (1977-1978), Ministro degli Affari Esteri (1966-1977), Presidente dell'Assemblea Generale Nazioni Unite (1971-1972)
- Haruki Mori (Giappone), ex ambasciatore in Gran Bretagna (1972-1975), Vice Ministro degli Esteri (1970-1972), Ambasciatore presso l'OCSE (1964-1967)
- Joe Morris (a) (Canada), Presidente Emerito del Canadian Labour Congress, Presidente del consiglio di amministrazione dell'Ufficio internazionale del lavoro (1977-1978), Vicepresidente della Confederazione Internazionale dei Sindacati Liberi (1976-1978)
- Olof Palme (Svezia), ex primo ministro (1969-1978)
- Peter G. Peterson (USA), Presidente del Consiglio di amministrazione di Lehman Brothers-Kuhn, Loeb & Co., Segretario di Stato per il commercio (1972-1973)
- Edgard Pisani (Francia), senatore, membro del Parlamento, ministro delle apparecchiature (1966-1967), Ministro dell'Agricoltura (1961-1965) (Pisani ha sostituito il signor Mendes-France, che ha dovuto rinunciare nel 1978 per motivi personali)
- Shridath Ramphal (Guyana), Segretario generale del Commonwealth, ministro degli Affari Esteri e della Giustizia (1972-1975), procuratore generale e Ministro di Stato per gli Affari Esteri (1966-1972)
- Layachi Yaker (Algeria), Ambasciatore in URSS (1979-1982), Vicepresidente dell'Assemblea Nazionale (1977-1979), Ministro del Commercio (1969-1977)
- Jan Pronk (Paesi Bassi), Tesoriere Onorario ed ex membro di diritto del Comitato, Ministro dello Sviluppo e della Cooperazione (1973-1977), professore assistente con il professor Jan Tinbergen (1965-1971)
- Göran Ohlin (Svezia), segretario esecutivo e membro di diritto della Commissione, professore di economia presso l'Università di Uppsala dal 1969, un dipendente della Commissione Pearson (1968-1969)
- Dragoslav Avramovic (Yugoslavia), direttore del segretariato e membro ex officio della Commissione, nel quadro della Banca Mondiale (1965-1977), Consigliere Speciale UNCTAD sulla stabilizzazione dei prezzi delle materie prime (1974-1975)

## La Linea Brandt

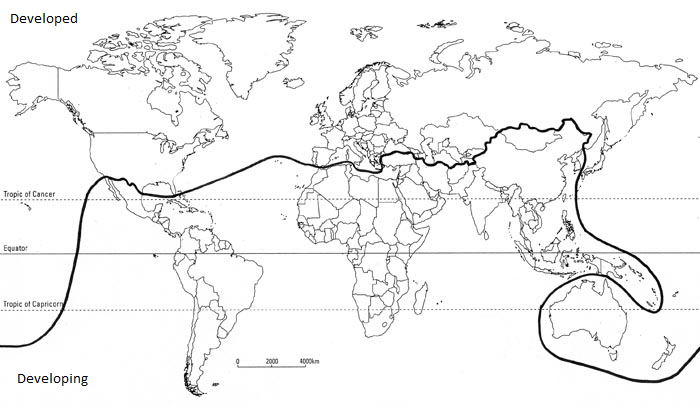
La linea Brandt, divisione del mondo nel nord ricco e nel sud povero.

La linea Brandt è una rappresentazione della divisione Nord-Sud tra le loro economie, basata sul PIL pro capite, proposta da Willy Brandt negli anni '80. Si estende il mondo a una latitudine di 30° N, passando tra il Nord e l'America Centrale, a nord dell'Africa e dell'India, ma portato a sud per includere Australia e Nuova Zelanda sopra la linea.

## L'equazione di Brandt
Venti anni dopo, nel 2001, James Quilligan, che fu direttore dell'informazione per la Commissione Brandt tra il 1980 e il 1987, il suo rapporto aggiornato fu chiamato "The Brandt Equation".